# Diphysa humilis
Diphysa humilis är en ärtväxtart som beskrevs av Oerst.. Diphysa humilis ingår i släktet Diphysa och familjen ärtväxter. Inga underarter finns listade i Catalogue of Life.